# Ministère de la Santé publique (Liban)
Pour les articles homonymes, voir Ministère de la Santé publique.
Le ministère de la Santé publique (arabe : وزارة الصحّة العامة) est un ministère du gouvernement de la République du Liban,. En 2025, le ministre de la Santé est Rakan Nassereddine.
Le département des soins de santé primaires du ministère gère plus de 200 centres de soins de santé primaires à travers le Liban,. Le ministère exploite également un réseau de 31 hôpitaux publics. 
Son siège se trouve à Bir Hassan, dans le quartier de Jnah, dans la capitale, Beyrouth.

## Liste des différents ministres de la Santé publique
| Minister           | Term of office    | Term of office    |
| ------------------ | ----------------- | ----------------- |
| Majid Arslan       | 25 septembre 1943 | 9 janvier 1945    |
| Ahmed al-Asaad     | 9 janvier 1945    | 22 avril 1945     |
| Jamil Talhouk      | 22 avril 1945     | 22 mai 1946       |
| Majid Arslan       | 22 mai 1946       | 14 décembre 1946  |
| Elias Khoury       | 14 décembre 1946  | 7 juin 1947       |
| Camille Chamoun    | 7 juin 1947       | 26 juillet 1948   |
| Elias Khoury       | 26 juillet 1948   | 1 octobre 1949    |
| Raiif Abillamah    | 1 octobre 1949    | 14 février 1951   |
| Boulos Fayad       | 14 février 1951   | 7 juin 1951       |
| Bahij Taq-al-Din   | 7 juin 1951       | 11 février 1952   |
| Majid Arslan       | 11 février 1952   | 9 septembre 1952  |
| Basil Trad         | 9 septembre 1952  | 18 septembre 1952 |
| Nazem Akkari       | 18 septembre 1952 | 30 septembre 1952 |
| Salim Haidar       | 30 septembre 1952 | 30 avril 1953     |
| Rashid Baydoun     | 30 avril 1953     | 16 août 1953      |
| Kazem al-Khalil    | 16 août 1953      | 16 septembre 1954 |
| Charles Helou      | 16 septembre 1954 | 9 juillet 1955    |
| Gabriel Murr       | 9 juillet 1955    | 19 septembre 1955 |
| Nazih Bizri        | 19 septembre 1955 | 18 novembre 1956  |
| Majid Arslan       | 18 novembre 1956  | 18 août 1957      |
| Joseph Skaff       | 18 août 1957      | 14 mars 1958      |
| Albert Mokhaiber   | 14 mars 1958      | 24 septembre 1958 |
| Mohamed Safieddine | 24 septembre 1958 | 14 octobre 1958   |
| Pierre Gemayel     | 14 octobre 1958   | 14 mai 1960       |
| Awad Mikdad        | 14 mai 1960       | 1 août 1960       |
| Elias Khoury       | 1 août 1960       | 20 mai 1961       |
| Pierre Gemayel     | 20 mai 1961       | 31 octobre 1961   |
| Ali Bazze          | 31 octobre 1961   | 20 février 1964   |
| Mohamed Knio       | 20 février 1964   | 18 november 1964  |
| Yacoub Sarraf      | 18 novembre 1964  | 25 juillet 1965   |
| Mohamed Knio       | 25 juillet 1965   | 9 avril 1966      |
| Kamel Assaad       | 9 avril 1966      | 6 décembre 1966   |
| Nassib Barbir      | 6 décembre 1966   | 8 février 1968    |
| Khaled Joumblat    | 8 février 1968    | 12 octobre 1968   |
| Pierre Gemayel     | 12 octobre 1968   | 15 janvier 1969   |
| Khatchig Babikian  | 15 janvier 1969   | 25 november 1969  |
| Habib Moutran      | 25 november 1969  | 13 octobre 1970   |
| Emile Bitar        | 13 octobre 1970   | 27 mai 1972       |
| Nazih Bizri        | 27 mai 1972       | 25 avril 1973     |
| Amine Hafez        | 25 avril 1973     | 8 juillet 1973    |
| Ousman Dana        | 8 julllet 1973    | 30 octobre 1974   |
| Majid Arslan       | 30 octobre 1974   | 23 mai 1975       |
| Noureddine Rifaï   | 23 mai 1975       | 1 juillet 1975    |
| Majid Arslan       | 1 juillet 1975    | 9 décembre 1976   |
| Ibrahim Cheaito    | 9 décembre 1976   | 16 juillet 1979   |
| Talal El Merhebi   | 16 juillet 1979   | 25 octobre 1980   |
| Nazih Bizri        | 25 octobre 1980   | 8 octobre 1982    |
| Adnan Mroueh       | 8 octobre 1982    | 29 april 1984     |
| Pierre Gemayel     | 30 april 1984     | 2août 1984        |
| Joseph Hashem      | 29 août 1984      | 22 septembre 1988 |
| Edgar Maalouf      | 22 septembre 1988 | 25 novembre 1989  |
| Abdullah Rassi     | 25 novembre 1989  | 23 décembre 1990  |
| Jamil Kebbeh       | 24 décembre 1990  | 15 mai 1992       |
| Marwan Hamadé      | 16 mai 1992       | 7 novembre 1996   |
| Suleiman Frangieh  | 7 novembre 1996   | 4 décembre 1998   |
| Karam Karam        | 4 Dec 1998        | 26 octobre 2000   |
| Suleiman Frangieh  | 26 octobre 2000   | 26 octobre 2004   |
| Mohammad Khalifeh  | 26 octobre 2004   | 13 janvier 2011   |
| Poste vacant       | 13 janvier 2011   | 13 juin 2011      |
| Ali Hassan Khalil  | 13 juin 2011      | 15 février 2014   |
| Wael Abou Faour    | 15 février 2014   | 18 décembre 2016  |
| Ghassan Hasbani    | 18 décembre 2016  | 31 janvier 2019   |
| Jamil Jabak        | 31 janvier 2019   | 21 janvier 2020   |
| Hamad Hasan        | 21 janvier 2020   | 10 septembre 2021 |
| Firass Abiad       | 10 septembre 2021 | 8 février 2025    |
| Rakan Nassereddine | 8 février 2025    | En fonction       |